# 王孙寺
王孙寺，曼谷拍那空县的佛寺，位于拉差丹嫩路和玛哈猜路交口，建于1846年。为三等王家寺院，1951年列为泰国登记史迹。
該寺由拉玛三世下令建造，献给他的孙女索玛娜，因此得名王孙寺。寺内最著名建筑为三层金字塔形金属殿（ Loha Prasat），其上建有37座金漆尖塔。

## 历史
王孙寺于1846年建成，此地原本是一片果树林。王孙寺是拉玛三世为其孙女索玛娜建造；索玛娜后来成为拉玛四世蒙固的第一任王后。寺内戒堂、精舍、讲经堂由官员昭披耶永玛拉设计及监督建造。拉玛三世下令在寺内建造一座宏伟的金属殿（ Loha Prasat），而不建传统式样的佛塔。金属殿由玛哈·披猜亚设计，其工程旷日持久，直到拉玛五世时期才建成。
1951年列为泰国登记史迹。沙立·他那叻担任总理期间，即1958年至1963年，下令按照旧有样貌将金属殿修缮一新。2014年起，金属殿的黑色尖塔逐步统一漆成金色，于2015年完成。

## 建筑

### 戒堂和精舍
戒堂、精舍屋檐的镶边涂有金漆，三角楣饰为彩色玻璃镶嵌绘画。戒堂内供奉Phra Settamuni释迦牟尼佛像。精舍供奉Phra Phuttha Chuthamnarasop佛祖像。

### 金属殿
金属殿的式样是源自于斯里兰卡，为三层金字塔形，高38米，每层分别是24个、12个和1个尖顶，共37个，象征三十七菩提分法。顶层供奉佛骨舍利。大殿内部有一67级的螺旋形楼梯。
金属殿的配色按照不同年代有所不同。现今的三层的尖顶及其相连的小檐全部漆为金色，这是在2015年翻新时上色的。在此之前，这些尖顶皆为代表庄严的黑色。
世界历史上曾有三座这种式样的金属殿，另两座分别在印度和斯里兰卡，现已不存。因此王孙寺金属殿是现今唯一存世的这类型的建筑，又称“金属城堡”。

## 图册
- 金属殿
- 2014年上色之前黑色尖顶的金属殿
- 戒堂
- 精舍
- 戒堂供奉的佛像
- 全景图
- 夜幕下的金属殿
- 夜幕航拍
- 夜幕下的王孙寺金属殿和金山寺
- 寺前的公园